# ویلیام دولان
ویلیام دولان (انگلیسی: William C. Dowlan؛ ۲۱ سپتامبر ۱۸۸۲ – ۶ نوامبر ۱۹۴۷) یک کارگردان فیلم و هنرپیشه اهل ایالات متحده آمریکا بود.
از فیلم‌ها یا برنامه‌های تلویزیونی که وی در آن نقش داشته است می‌توان به اختلاس اشاره کرد.